# Пирог пророка
Пирог пророка (пирог пророков, профетенкухен нем. Prophetenkuchen, также кочковый пирог, хуккелькухен нем. Huckelkuchen) — немецкий листовой пирог бисквитного вкуса, специалитет тюрингенской кухни.
Представляет собой пирог из одного тонкого рыхлого слоя теста на сливочном масле и яйцах с добавлением рома. Во время выпекания пирог поднимается неровно, «кочками». Затем его смазывают растопленным маслом и сахарной пудрой. В зависимости от происхождения пирог пророка может быть хрустящим, как печенье, или более мягким, как бисквитное тесто. При подаче пирог нарезают на прямоугольные порции.
Пирог известен с XVIII века, упоминается немецким филологом Иоганном Кристофом Аделунгом с пояснением, что «… в некоторых областях, например, в Майсене и Тюрингии, есть вид больших, очень тонких и твёрдых печёных пирогов из муки, молока, яиц и масла, поверхность которых обычно вздута. Причина названия неизвестна».